# Centropogon
Centropogon en un género de plantas con flores perteneciente a la familia Campanulaceae. Las especies están distribuidas desde México a Perú, con varias especies en Brasil, Argentina, Chile y otros países latinoamericanos. En Ecuador se encuentran 65 especies.

## Descripción
Son hierbas y arbustos con flores solitarias agrupadas en racimos o corimbos que tienen la corola larga y el tubo entero, estrecho en la base y más ancho en el limbo. El fruto es una baya carnosa con numerosas semillas.

## Taxonomía
El género fue descrito por Karel Presl y publicado en Prodromus Monographiae Lobeliacearum 48. 1836.

## Especies aceptadas
A continuación se brinda un listado de las especies del género Centropogon aceptadas hasta octubre de 2013, ordenadas alfabéticamente. Para cada una se indica el nombre binomial seguido del autor, abreviado según las convenciones y usos.
- Lista de especies de Centropogon

Algunas especies
| - Centropogon aequatorialis - Centropogon albostellatus - Centropogon arcuatus - Centropogon azuayensis - Centropogon baezanus - Centropogon balslevii - Centropogon brachysiphoniatus - Centropogon cazaletii - Centropogon chiltasonensis - Centropogon chontalensis - Centropogon comosus - Centropogon costaricae | - Centropogon nigricans - Centropogon occultus - Centropogon papillosus - Centropogon parviflorus - Centropogon phoeniceus - Centropogon pilalensis - Centropogon quebradanus - Centropogon rimbachii - Centropogon rubiginosus - Centropogon rubrodentatus - Centropogon saltuum - Centropogon sodiroanus |